# مسجد الظاهر بيبرس (القاهرة)
جامع الظاهر أو جامع الظاهر بيبرس هو مسجد من مساجد القاهرة التاريخية، أنشأه الملك الظاهر بيبرس البندقداري سنة 665 هجرية.

## تاريخ الجامع
شرع الملك الظاهر بيبرس في إنشاء هذا الجامع سنة 665 هـ في ميدانه الذي كان يلعب فيه بالكرة، وأكمله سنة 667 هـ، وجعل باقي الميدان وقفًا على الجامع. ولما جاء الفرنسيون إلى مصر، ركّبوا فيه المدافع واتخذوه قلعة، ثم تحول في عصر محمد علي إلى معسكر لطائفة التكارنة السنغالية، ثم إلى مصنع للصابون وأخيرا تحول إلى مذبح في عهد الاحتلال الإنجليزي، وفي سنة 1893 اهتمت لجنة حفظ الآثار العربية بإصلاح الجامع ومحاولة إرجاعه إلى مهمته الأصلية. وفي 4 يونيو 2023 افتتحت وزارة الأوقاف المصرية المسجد بعد ترميمه وصيانته.

## وصف الجامع
ورد ذكر هذا الجامع في تاريخ المقريزي، ويعتبر هذا الجامع من أكبر جوامع القاهرة حيث تبلغ مساحته 103 في 106 مترات ولم يبق منه سوى حوائطه الخارجية وبعض عقود رواق القبلة. كما أبقى الزمن على كثير من تفاصيله الزخرفية سواء الجصية منها أو المحفورة في الحجر.
وتعطينا هذه البقايا فكرة صحيحة عما كان عليه الجامع عند إنشائه من روعة وجلال. وتخطيطه على نسق غيره من الجوامع المتقدمة يتألف من صحن مكشوف يحيط به أروقة أربعة أكبرها رواق القبلة كانت عقودها محمولة على أعمدة رخامية فيما عدا المشرفة منها على الصحن فقد كانت محمولة على أكتاف بنائية مستطيلة القطاع كذلك صف العقود الثالث من شرق كانت عقوده محمولة على أكتاف بنائية أيضا. أما عقود القبة التي كانت تقع أمام المحراب فإنها مرتكزة على أكتاف مربعة بأركانها أعمدة مستديرة. وكانت هذه القبة كبيرة مرتفعة على عكس نظائرها في الجوامع السابقة فإنها كانت صغيرة متواضعة. أما وجهات الجامع الأربع فمبنية من الحجر الدستور فتحت بأعلاها شبابيك معقودة وتوجت بشرفات مسننة وامتازت بأبراجها المقامة بأركان الجامع الأربعة وبمداخلها الثلاثة البارزة عن سمت وجهاتها. ويقع أكبر هذه المداخل وأهمها في منتصف الوجهة الغربية قبالة المحراب. وقد حلى هذا المدخل كما حلى المدخلان الآخران الواقعان بالوجهتين البحرية والقبلية بمختلف الزخارف والحليات فمن صفف معقودة بمخوصات إلى أخرى تنتهى بمقرنصات ذات محاريب مخوصة إلى غير ذلك من الوحدات الزخرفية الجميلة اقتبس أغلبها من زخارف وجهات الجامع الأقمر وجامع الصالح طلائع ومدخل المدرسة الصالحية. وكانت المنارة تقع في منتصف الوجهة الغربية أعلى المدخل الغربي.

## معرض صور

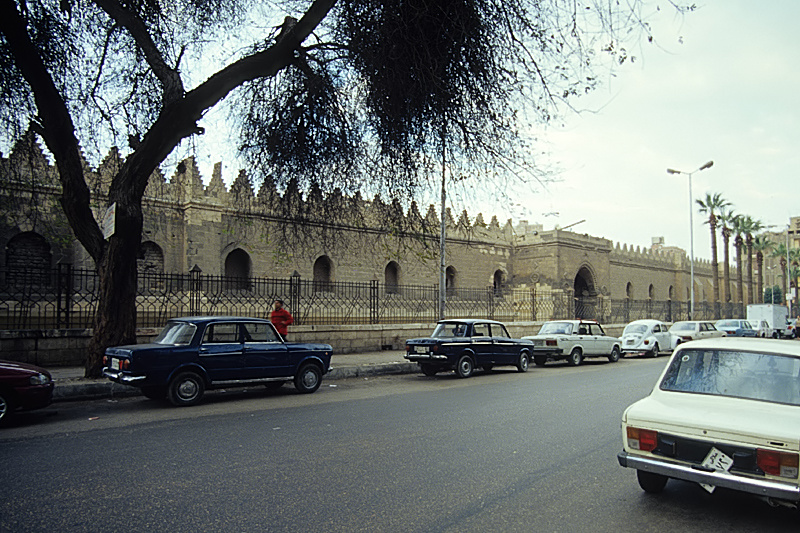
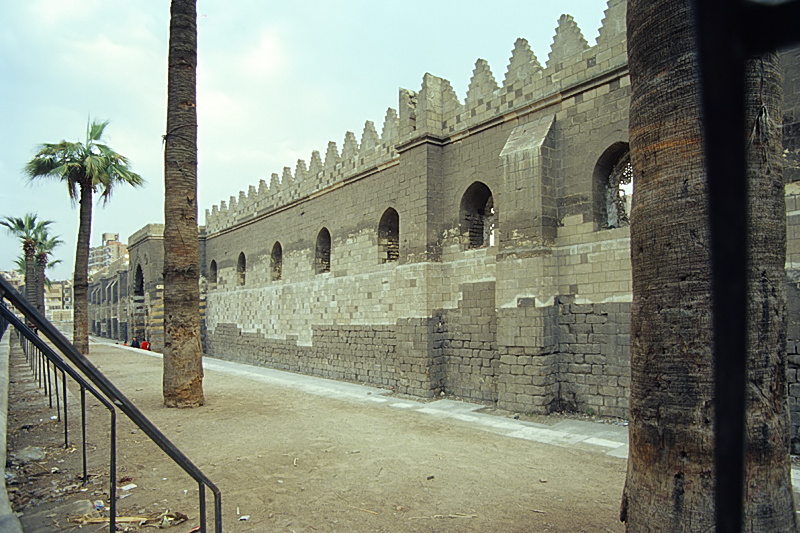
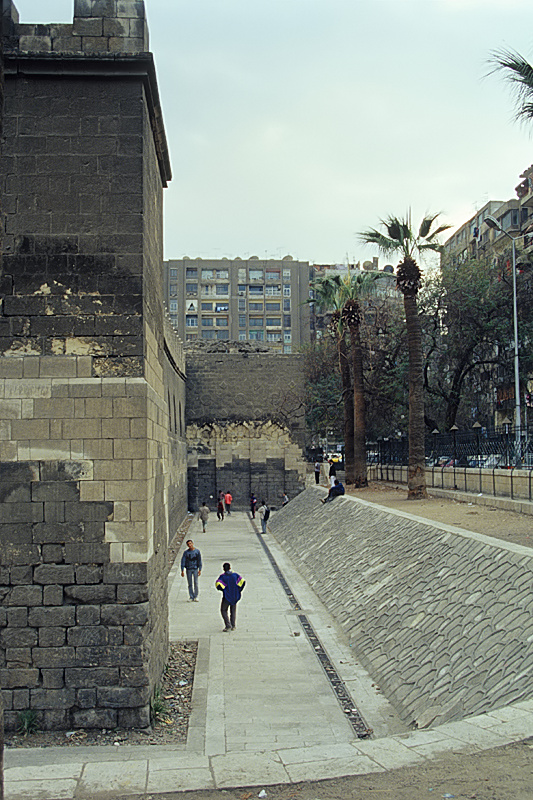
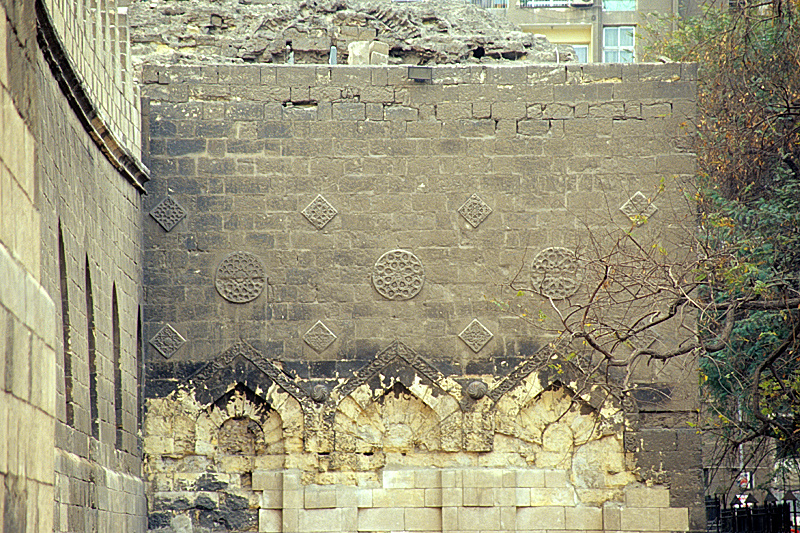
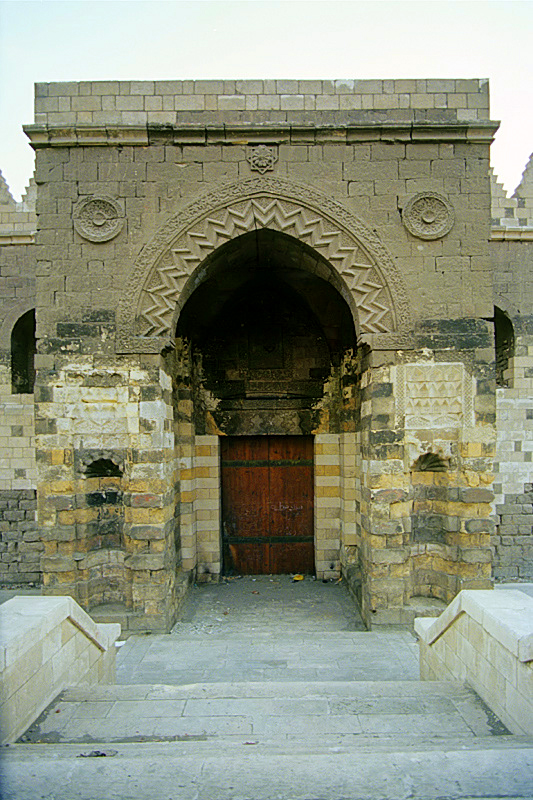
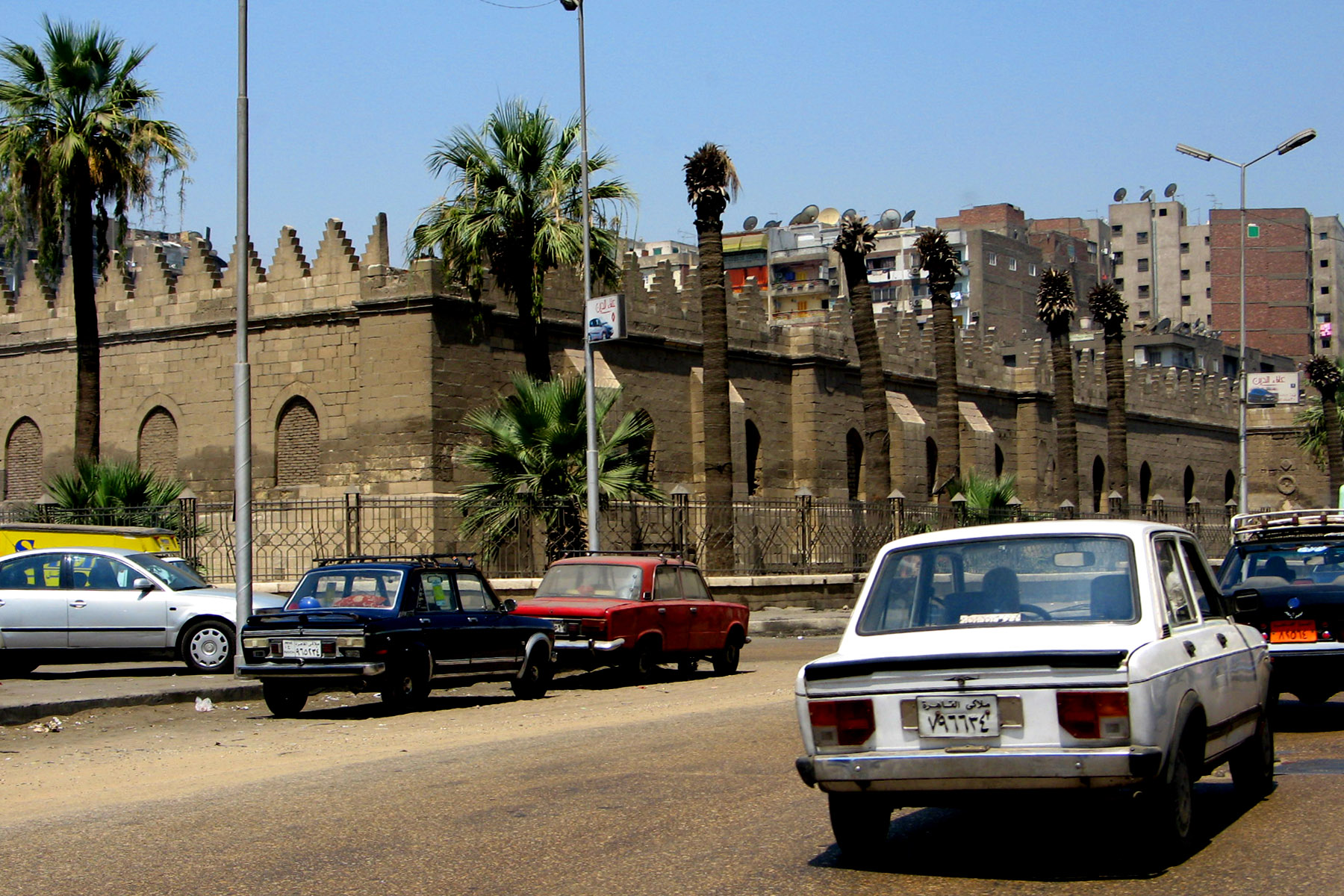
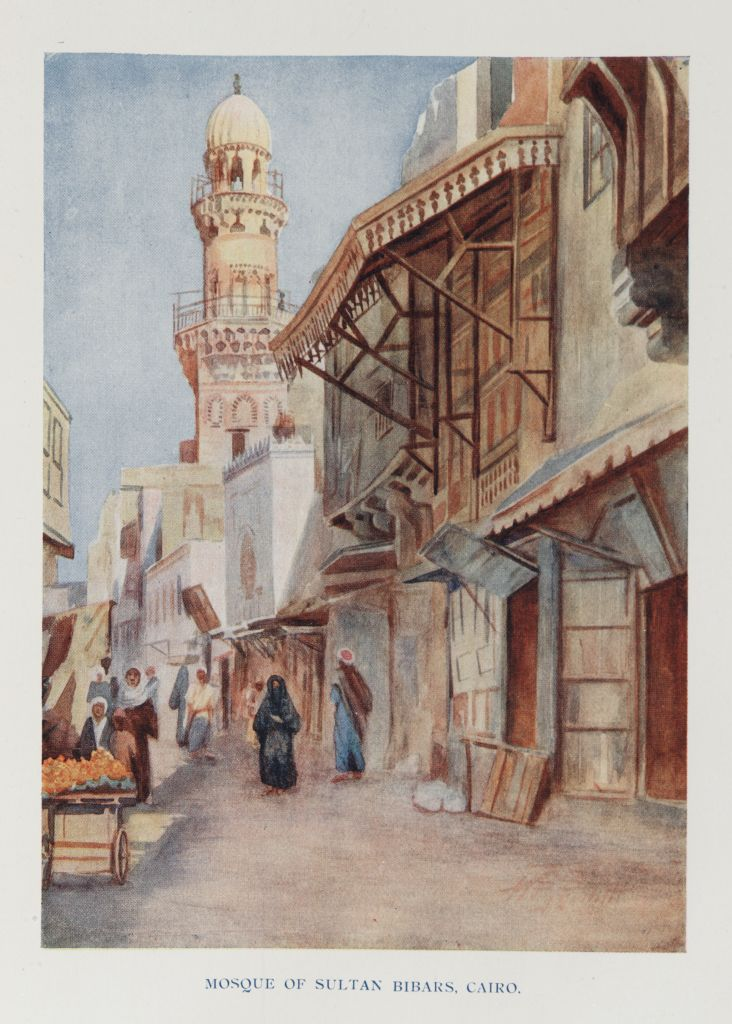